# Liste de peintures de Maxime Maufra
Cette page fournit une liste de peintures de Maxime Maufra (1861-1918).

## La Formation
| Image | Thème   | Titre                                | Date | Technique       | Dimensions  | Lieu de Conservation   | Référence         |
| ----- | ------- | ------------------------------------ | ---- | --------------- | ----------- | ---------------------- | ----------------- |
|       | Paysage | Vieux Pont d'Ancenis                 | 1884 | huile sur toile |             | Musée d'Arts de Nantes | Catalogue Joconde |
|       | Paysage | Barque échouée (Lac étiré en Écosse) | 1884 | huile sur toile |             | Musée d'Arts de Nantes | Catalogue Joconde |
|       | Paysage | La Prairie d'amont                   | 1888 | huile sur toile | 79 × 109 cm | Musée d'Arts de Nantes | Base Joconde      |
|       | Paysage | Le Pont de Pirmil                    | 1888 | huile sur toile |             | Musée d'Arts de Nantes | Base Joconde      |

## Pont-Aven
| Image | Thème   | Titre                                    | Date      | Technique           | Dimensions   | Lieu de Conservation                | Référence           |
| ----- | ------- | ---------------------------------------- | --------- | ------------------- | ------------ | ----------------------------------- | ------------------- |
|       | Paysage | Silhouette devant une mer démontée       | 1890      | huile sur toile     | 60 × 81 cm   | Collection privée Vente 2016        | Sotheby's           |
|       | Paysage | Les Falaises                             | 1890-1895 | Aquarelle et fusain | 28 × 38 cm   | musée d'Art du comté de Los Angeles | Musée               |
|       | Paysage | Bretagne - Le Hameau                     | 1891      | huile sur toile     | 81 × 110 cm  | Collection privée Vente 1997        | Artnet              |
|       | Paysage | Pont-Aven, ciel rouge                    | 1892      | huile sur toile     | 30 × 44 cm   | Musée des Beaux-Arts de Brest       | Base Joconde        |
|       | Paysage | La Bretagne, La Vallee du Guilly, Moelan | 1892      | huile sur toile     | 60 × 66 cm   | Collection privée Vente 2019        | Catalogue Sotheby's |
|       | Paysage | Île-de-Bréhat                            | 1892      | huile sur toile     | 60 × 72 cm   | Collection privée                   | Webgallery          |
|       | Paysage | Vue du port de Pont-Aven                 | 1893-94   | huile sur toile     | 150 × 300 cm | musée des Beaux-Arts de Quimper     | Musée               |

## La Reconnaissance
| Image | Thème   | Titre                                           | Date      | Technique                          | Dimensions | Lieu de Conservation                      | Référence                   |
| ----- | ------- | ----------------------------------------------- | --------- | ---------------------------------- | ---------- | ----------------------------------------- | --------------------------- |
|       | Paysage | Les Trois Falaises ; Saint-Jean-du-Doigt        | 1894      | huile sur toile                    | 60 × 72 cm | musée des Beaux-Arts de Quimper           | Musée                       |
|       | Paysage | Grosse mer                                      | 1894 vers | huile sur toile                    | 54 × 45 cm | musée Lambinet, Versailles                | Base Joconde                |
|       | Paysage | La Crique                                       | 1894      | huile sur toile                    | 54 × 45 cm | Musée de Pont-Aven                        | Musée                       |
|       | Paysage | Les Falaises de Beg-ar-Fry, Saint-Jean-du-Doigt | 1895      | huile sur toile                    | 60 × 73 cm | Cleveland Museum of Art                   | Musée                       |
|       | Paysage | Douarnenez, Paysage d'Octobre                   | 1896      | huile sur toile                    | 55 × 64 cm | Musée d'Art de Dallas                     | Musée                       |
|       | Paysage | Douarnenez au soleil couchant                   | 1897      | huile sur toile                    | 60 × 74 cm | Art Institute of Chicago                  | Musée                       |
|       | Paysage | Environs de Douarnenez                          | 1897      | huile sur toile                    | 52 × 63 cm | Collection privée Vente 2020              | Auction Fr                  |
|       | Paysage | Le Soir avant la pluie                          | 1898      | huile sur toile                    | 65 × 55 cm | Musée des Beaux-Arts de Reims, Versailles | Catalogue Joconde           |
|       | Paysage | Crépuscule jaune sur les vasières, Loctudy      | 1898      | huile sur toile                    | 54 × 65 cm | musée des Beaux-Arts de Quimper           | Musée                       |
|       | Paysage | Devant l'Île-Tudy                               | 1898      | huile sur toile                    | 46 × 55 cm | Collection privée Vente 2007              | Mutualart                   |
|       | Paysage | Marine par gros temps                           | 1899      | huile sur carton marouflé sur bois | 30 × 44 cm | Musée des Beaux-Arts de Brest             | Base Joconde                |
|       | Paysage | Effet de lune ou Calme lunaire                  | 1899      | huile sur toile                    | 47 × 55 cm | Musée des Beaux-Arts de Reims             | Base Joconde                |
|       | Paysage | Saint-Guénolé                                   | 1899      | huile sur toile                    | 66 × 81 cm | Galerie nationale de Finlande             | Musée                       |
|       | Paysage | Côte de Goulphar sous le soleil                 | 1900      | huile sur toile                    | 81 × 65 cm | Musée des Beaux-Arts de Rennes            | Base Joconde                |
|       | Paysage | Féérie nocturne : Exposition Universelle Paris  | 1900      | huile sur toile                    | 65 × 81 cm | Musée des Beaux-Arts de Reims             | Musée                       |
|       | Paysage | La Plage à Yport                                | 1900      |                                    |            | Communauté française de Belgique          | Catalogue d'exposition 2009 |
|       | Paysage | Soleil levant à Beg-Meg                         | 1900      | huile sur toile                    | 54 × 65 cm | Collection privée Vente 2010              | Artnet                      |
|       | Paysage | Départ des bateaux de pêche à Yport             | 1900      | huile sur toile                    | 54 × 65 cm | Musée des Beaux-Arts (Boston)             | Musée                       |
|       | Paysage | Bords de Loire                                  | 1900-1918 |                                    |            | Musée d'Arts de Nantes                    | Base Joconde                |
|       | Paysage | Brouillard sur la Seine (Les Andelys)           | 1900-1918 |                                    |            | Musée d'Arts de Nantes                    | Base Joconde                |
|       | Paysage | Côte de Domois (Belle-Île-en-Mer)               | 1900-1918 | huile sur toile                    | 65 × 81 cm | Musée d'Arts de Nantes                    | Base Joconde                |
|       | Paysage | La Côte, baie de Douarnenez                     | 1901      | huile sur toile                    | 55 × 74 cm | Cincinnati Art Museum                     | Musée                       |
|       | Paysage | Gelée blanche à Morgat                          | 1901      | huile sur toile                    | 65 × 81 cm | Collection privée Vente 2008              | Catalogue Christie's        |
|       | Paysage | La Neige à Port-Marly                           | 1902      | huile sur toile                    | 65 × 80 cm | Musée des Beaux-Arts de Reims             | Catalogue Joconde           |
|       | Paysage | La Pointe de Cador (à Morgat)                   | 1902      | huile sur toile                    | 57 × 82 cm | Musée des Beaux-Arts de Reims             | Catalogue Joconde           |
|       | Paysage | Temps d'orage, Les Andelys, Eure                | 1902      | huile sur toile                    | 57 × 81 cm | Collection privée Vente 2017              | Catalogue Sotheby's         |

## Installation àKerhostin
| Image | Thème    | Titre                                                                              | Date | Technique       | Dimensions   | Lieu de Conservation                        | Référence            |
| ----- | -------- | ---------------------------------------------------------------------------------- | ---- | --------------- | ------------ | ------------------------------------------- | -------------------- |
|       | Paysage  | La Crique, côte sauvage, Quiberon                                                  | 1903 | huile sur toile | 70 × 83 cm   | Musée d'art moderne André-Malraux, Le Havre | Musée                |
|       | Paysage  | Bords de la Seine, paysage à Bouafles, Eure                                        | 1903 | huile sur toile | 54 × 65 cm   | Collection privée Vente 2018                | Catalogue Sotheby's  |
|       | Paysage  | La Tempête à Quiberon (Morbihan)                                                   | 1904 | huile sur toile | 81 × 100 cm  | Musée des Beaux-Arts de Reims               | Base Joconde         |
|       | Paysage  | Le Sémaphore Beg-Meil                                                              | 1904 | huile sur toile | 55 × 81 cm   | Collection privée Vente 2006                | Vallejo Gallery      |
|       | Paysage  | La Pêche aux sprats en hiver à Douarnenez                                          | 1905 | huile sur toile | 65 × 81 cm   | Collection privée Vente 1999                | Artnet               |
|       | Paysage  | Les Falaises rouges d’Octeville, Seine-Inférieure                                  | 1905 | huile sur toile | 65 × 81 cm   | Collection privée Vente 2020                | Catalogue Christie's |
|       | Paysage  | La Baie de Douarnenez                                                              | 1906 | huile sur toile | 73 × 92 cm   | Gray (Haute-Saône), musée Baron-Martin      | Musée d'Orsay        |
|       | Paysage  | La Rue descendante à Locronan                                                      | 1906 | huile sur toile | 65 × 81 cm   | musée des Beaux-Arts de Quimper             | Musée                |
|       | Paysage  | La Rentrée au port de Douarnenez (Finistère)                                       | 1906 | huile sur toile | 60 × 81 cm   | Collection privée Vente 1999                | MutualArt            |
|       | Paysage  | Thonier en mer                                                                     | 1907 | huile sur toile |              | Collection privée Vente 2012                | Catalogue Sotheby's  |
|       | Paysage  | Bords du Loir                                                                      | 1907 | huile sur toile | 65 × 81 cm   | Leicester Museums                           | Art UK               |
|       | Paysage  | Village et chapelle de Sainte-Avoye (Morbihan)                                     | 1908 | huile sur toile | 65 × 81 cm   | Collection privée                           | Artnet               |
|       | Paysage  | L'Église Saint-Nicolas-des-Champs, Rue Saint-Martin à Paris                        | 1908 | huile sur toile | 65 × 81 cm   | Collection privée Vente 2009                | Catalogue Sotheby's  |
|       | Paysage  | Le Quai de Lagny inondé                                                            | 1908 | huile sur toile | 46 × 55 cm   | Tate (musées), Londres                      | Musée                |
|       | Paysage  | Le Jetée de Portivy                                                                | 1909 | huile sur toile |              | Collection privée Vente 2009                | MutualArt            |
|       | Paysage  | Le Port du Louvre après l'orage                                                    | 1909 | huile sur toile | 65 × 81 cm   | Collection privée Vente 2017                | Catalogue Sotheby's  |
|       | Paysage  | Rentrée des Bateaux de Pêche a Belle-Isle-en-Mer                                   | 1910 | huile sur toile | 65 × 81 cm   | Collection privée Vente 2010                | Catalogue Doyle      |
|       | Paysage  | Marée basse, Baie de Quiberon                                                      | 1910 | huile sur toile | 60 × 81 cm   | Collection privée Vente 2007                | Catalogue Sotheby's  |
|       | Paysage  | Port du Palais à Belle-île                                                         | 1910 |                 |              | Collection privée Vente 2009                | Artprice             |
|       | Paysage  | Beuzec-Concq à Concarneau                                                          | 1911 | aquarelle       | 33 × 50 cm   | Musée des Beaux-Arts de Nantes              | Base Joconde         |
|       | Paysage  | Les Bords du Blavet                                                                | 1911 | huile sur toile | 65 × 81 cm   | Musée d'Orsay                               | Base Joconde         |
|       | Paysage  | Le Village de Rosporden                                                            | 1911 | huile sur toile | 60 × 73 cm   | Fogg Art Museum , Université Harvard        | Musée                |
|       | Portrait | Portrait du colonel La Villette                                                    | 1911 | huile sur toile | 74 × 59 cm   | Petit Palais, Paris                         | Parismusées          |
|       | Paysage  | Marée basse à Kerhostin                                                            | 1913 | huile sur toile | 60 × 73 cm   | Collection privée Vente 2016                | Catalogue Sotheby's  |
|       | Paysage  | Port Bara, Presqu'île de Quiberon                                                  | 1914 | huile sur toile | 66 × 81 cm   | Collection privée                           | Artnet               |
|       | Paysage  | La Marée montante à Port-Blanc                                                     | 1914 | huile sur toile | 115 × 146 cm | Petit Palais, Paris                         | Parismusées          |
|       | Paysage  | Au lever du soleil dans un vallon en Bretagne                                      | 1916 | huile sur toile | 46 × 55 cm   | Collection privée Vente 2010                | Catalogue Artcurial  |
|       | Portrait | Émile Dehelly (1871-1969), sociétaire de la Comédie-Française, en costume de scène | 1916 | huile sur toile | 92 × 72 cm   | Musée Carnavalet, Paris                     | Parismusées          |
|       | Paysage  | Les Courants du Loir, Lavardin                                                     | 1917 | huile sur toile | 58 × 74 cm   | Collection privée Vente 2017                | Catalogue Sotheby's  |

## Dates non documentées
| Image | Thème   | Titre                                             | Date | Technique       | Dimensions | Lieu de Conservation                            | Référence             |
| ----- | ------- | ------------------------------------------------- | ---- | --------------- | ---------- | ----------------------------------------------- | --------------------- |
|       | Paysage | Bateau au coucher du soleil                       |      | huile sur toile |            | Auvers-sur-Oise, Musée Daubigny                 |                       |
|       | Paysage | Place Saint-André-des-Arts, rue Suger             |      | huile sur toile |            | Genève, musée du Petit Palais                   | Paris impressionniste |
|       | Paysage | Marée basse, Île-Tudy                             |      | huile sur toile |            | Collection privée (vendue 31 000 euros en 2021) | Télégramme de Brest   |
|       | Paysage | Soleil couchant, Cadol ou Soleil couchant, Morgat |      | huile sur toile | 60 × 73 cm | Musée des Beaux-Arts de Reims                   | Base Joconde          |
|       | Paysage | Bretons sur la route                              |      | huile sur toile | 59 × 73 cm | Musée Léon Dierx, Saint-Denis (La Réunion)      | Musée                 |
|       | Paysage | L'Arche de Port Blanc presqu'île de Quiberon      |      | huile sur toile | 59 × 73 cm | Collection privée Vente 2002                    | Christie's            |
|       | Paysage | Entrée du Port de Palais                          |      | huile sur toile | 60 × 73 cm | Collection privée Vente 2012                    | Catalogue Christie's  |
|       | Paysage | Grosse mer à Étretat                              |      | huile sur toile | 38 × 46 cm | Collection privée Vente 2017                    | Catalogue Sotheby's   |